# L'amore di Galatea
L'amore di Galatea è un'opera lirica in tre atti di Michele Lizzi, su libretto di Salvatore Quasimodo. 
Insieme a Pantea e La sagra del Signore della Nave essa costituisce una delle tre opere in musica scritte da Lizzi.

## Storia

### La collaborazione con Salvatore Quasimodo
(Salvatore Quasimodo)

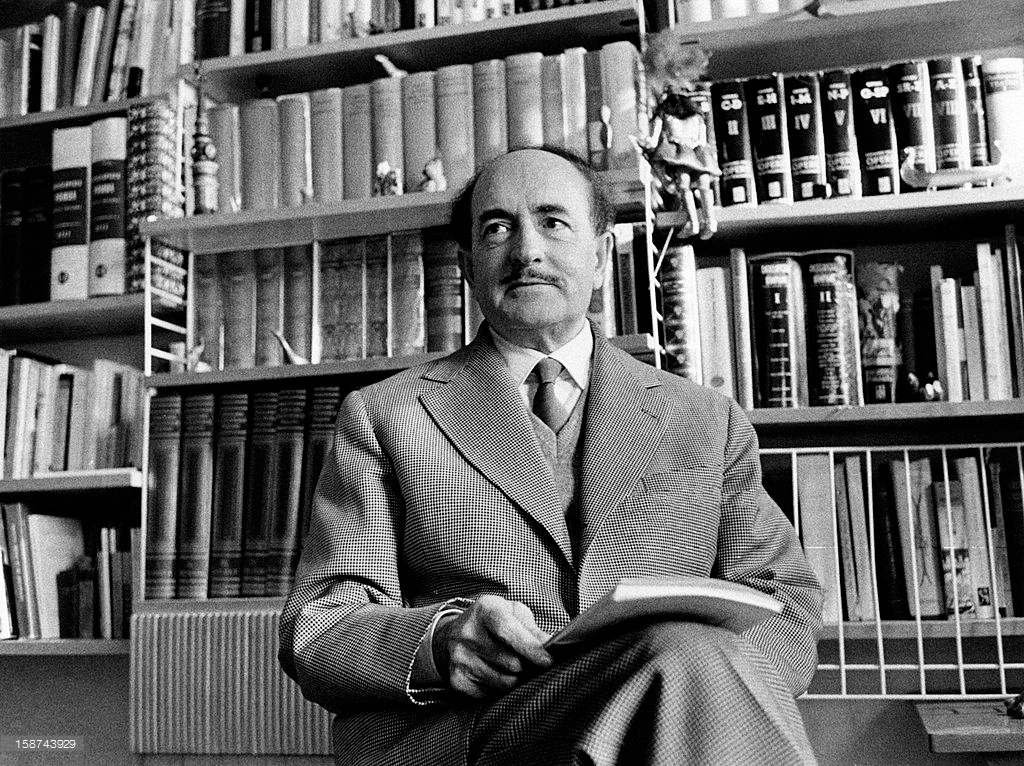
Il poeta Salvatore Quasimodo

Negli anni '60, l'Ente Autonomo del Teatro Massimo commissionò a Michele Lizzi, reduce del successo di Pantea, di comporre un'opera lirica, il cui libretto fu scritto da Salvatore Quasimodo, noto per aver vinto il Premio Nobel per la letteratura nel 1959. Quasimodo aveva già precedentemente scritto un libretto per un'altra opera, Billy Budd, basata sul racconto di Melville e musicata da Giorgio Federico Ghedini. Tuttavia, il tema mitico si rivelò particolarmente adatto sia al poeta che al compositore, entrambi siciliani, e rifletteva temi esistenziali di rilevanza universale radicati nella loro storia: ciò garantì la collaborazione tra Quasimodo e Lizzi come un connubio poetico e musicale di successo.
Il forte legame di Salvatore Quasimodo con la sua terra natia emerge chiaramente anche dalle sue poesie, in particolare dalla raccolta intitolata "Il falso e vero verde", che include opere come "Dalla Sicilia”, che riflette il fascino provato dal poeta di fronte alle testimonianze dell’antichità.

## Esecuzioni
La prima rappresentazione dell’opera avvenne il 12 marzo 1964 al Teatro Massimo di Palermo. La notorietà che il musicista precedentemente aveva raggiunto con Pantea e la curiosità per il nuovo libretto del grande poeta siciliano garantirono, sia questa volta che nelle due successive rappresentazioni, che accorresse un pubblico scelto ed intenditore di musica e di arte. Ancora una volta guidò l'orchestra Franco Capuana, elogiato dalla critica per la valorizzazione dell’aspetto psicologico e più intimo dei personaggi.
Tra gli interpreti vi erano Ivana Tosini, che si districò abilmente tra le difficoltà della partitura con la sua abilità canora, Mirto Picchi riscosse grande successo, nella parte del pastorello Aci, Lino Puglisi ricoprì i panni di Ulisse mentre Alfonso Marchica venne scelto come Polifemo per via della sua altezza smisurata; Mirella Parutto rivestiva il ruolo di Astra, Elvira Galassi era la corifea delle Ninfe.
La coreografia fu curata da Ugo dell'Ara, le scene ed i costumi furono da Nicola Benois, l'orchestra, il coro e il corpo di ballo erano quelli del Teatro Massimo. La regia di Mirabella Vassallo risolse gli ostacoli soprattutto di partitura, notevoli soprattutto nel secondo atto.

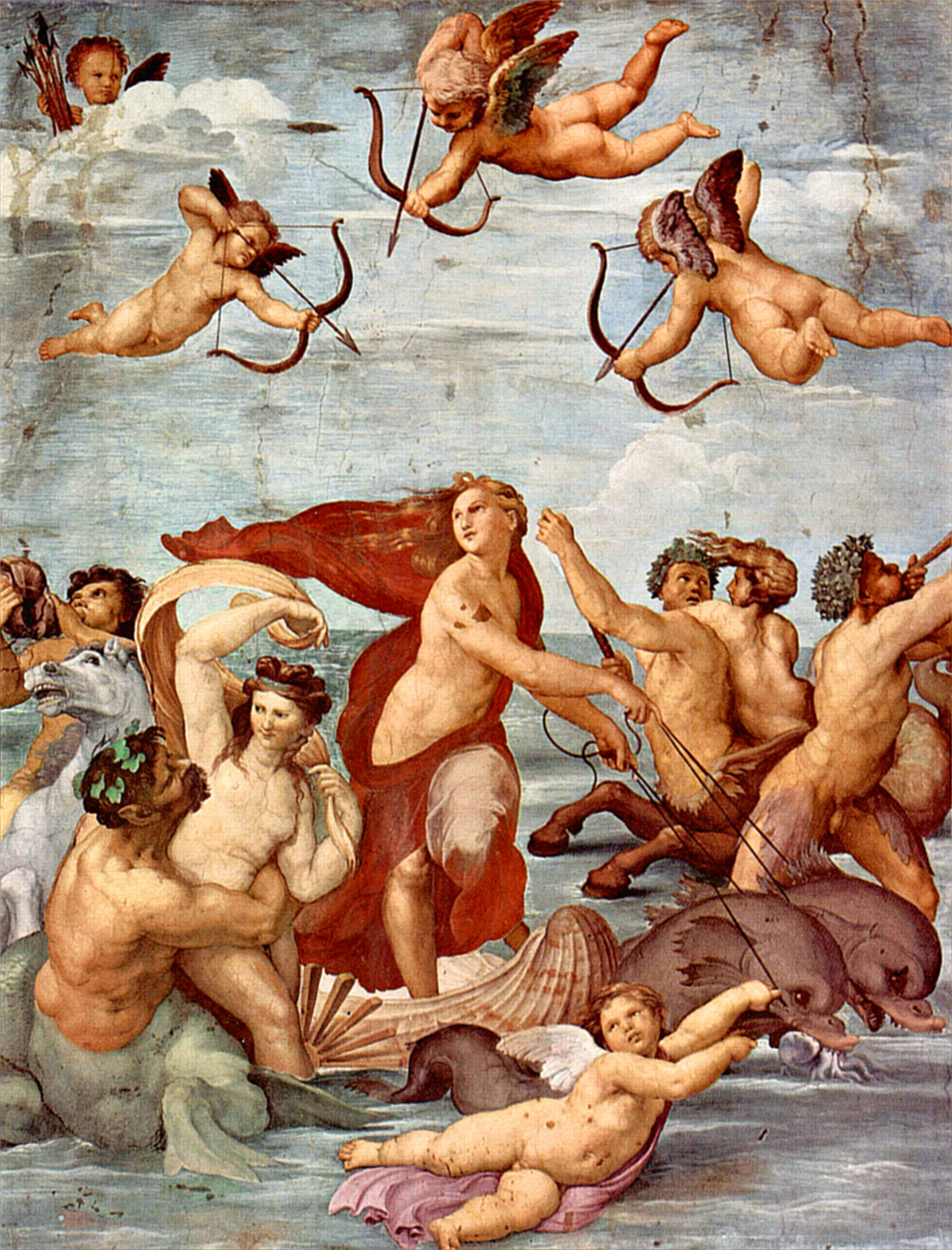
Trionfo di Galatea di Raffaello Sanzio (1512), affresco, Roma, Villa Farnesina.

Il successo dell'opera fu tale che il 2 marzo 1968, quattro anni dopo, l'opera fu rappresentata al Teatro “Vincenzo Bellini" di Catania. Nella versione catanese, il mito ebbe una nuova veste; la parte registica fu curata da Enrico Frigerio; le scene di Nicola Benois nella parte di Polifemo, furono di grande effetto, raggiungendo momenti di grande spettacolarità come nella rappresentazione dell'eruzione dell'Etna; per la concertazione e la direzione d'orchestra fu scelto Ottavio Ziino, che aveva studiato composizione sotto la guida di Antonio Savasta, anch’egli in precedenza allievo di Ildebrando Pizzetti ed allora direttore dell'Orchestra Sinfonica Siciliana, oltre che del conservatorio di Palermo.
Il ruolo da protagonista fu assolto dal soprano bulgaro Milkana Nikolova, che realizzò un'interpretazione di ottimo livello. L'interprete di Polifemo fu il basso jugoslavo Goerge Giurgevic, la cui resa ottimale fu ostacolata da una maschera monocoluta, che ne modificava sensibilmente l'emissione. Angelo Mori era Aci, il mezzosoprano Franca Mattiucci rivestiva il ruolo della ninfa Astra, ancora una volta il ruolo di Ulisse era stato affidato a Lino Puglisi, Maselli diresse le difficili parti del coro e la coreografa Giuliana Paraboschi con suoi balletti contribuì alla ricostruzione del clima idilliaco e classicheggiante.
Anche qui, il successo fu grande. Gli spettatori, tra cui anche Gina Lollobrigida, applaudirono lungamente Lizzi e Quasimodo, che era arrivato per l'occasione da Milano.
Non è comunque da trascurare l'ultima messa in scena, che avvenne il 4 luglio 1979, in seguito alla morte di Lizzi: tale rappresentazione fu realizzata nel teatro greco di Siracusa, in cui l’ambiente solenne e allo stesso tempo vetusto garantirono un grande successo all’opera, diretta ancora dal Maestro Ottavio Ziino.

## Trama
L’opera vuole offrire una reinterpretazione del mito classico in una prospettiva moderna. Quasimodo, che nel 1959 aveva vinto il Nobel per la letteratura, prese ad ispirazione la figura di Polifemo, brutale ciclope dell'Etna, contrapponendolo all'astuzia di Odisseo, che appare già nel IX libro dell’Odissea.
La vicenda è ambientata in Sicilia sulle rive dello Ionio, tra l'Etna e il fiume Alcantara. Protagonista è la nereide Galatea, la quale ama, ricambiata, il bellissimo pastorello Aci.  Ma il ciclope Polifemo, anche lui innamorato della ninfa, uccide il pastorello che si dissolve in un fiume. 
Nel secondo atto, Ulisse e i suoi compagni approdano sull'isola, sperando di trovarvi ospitalità. 
Li accoglie nella sua grotta lo stesso Polifemo, che dichiara ancora una volta il suo amore a Galatea; se, in sua presenza, la fanciulla gli oppone rifiuto, quando sola esprime il suo dissidio interiore. 
Ulisse e i suoi compagni, che si rendono di essere prigionieri del ciclope, lo fanno ubriacare e l'eroe greco gli acceca l'unico occhio con un legno infuocato.
Il terzo ed ultimo atto vede i lamenti delle ninfe per la morte del ciclope e il pianto di Galatea. La stessa, che alla morte di Polifemo aveva capito realmente di amarlo, a causa del grande dolore si trasforma in un'onda del mare. 

## Interpretazione

### Mitologia

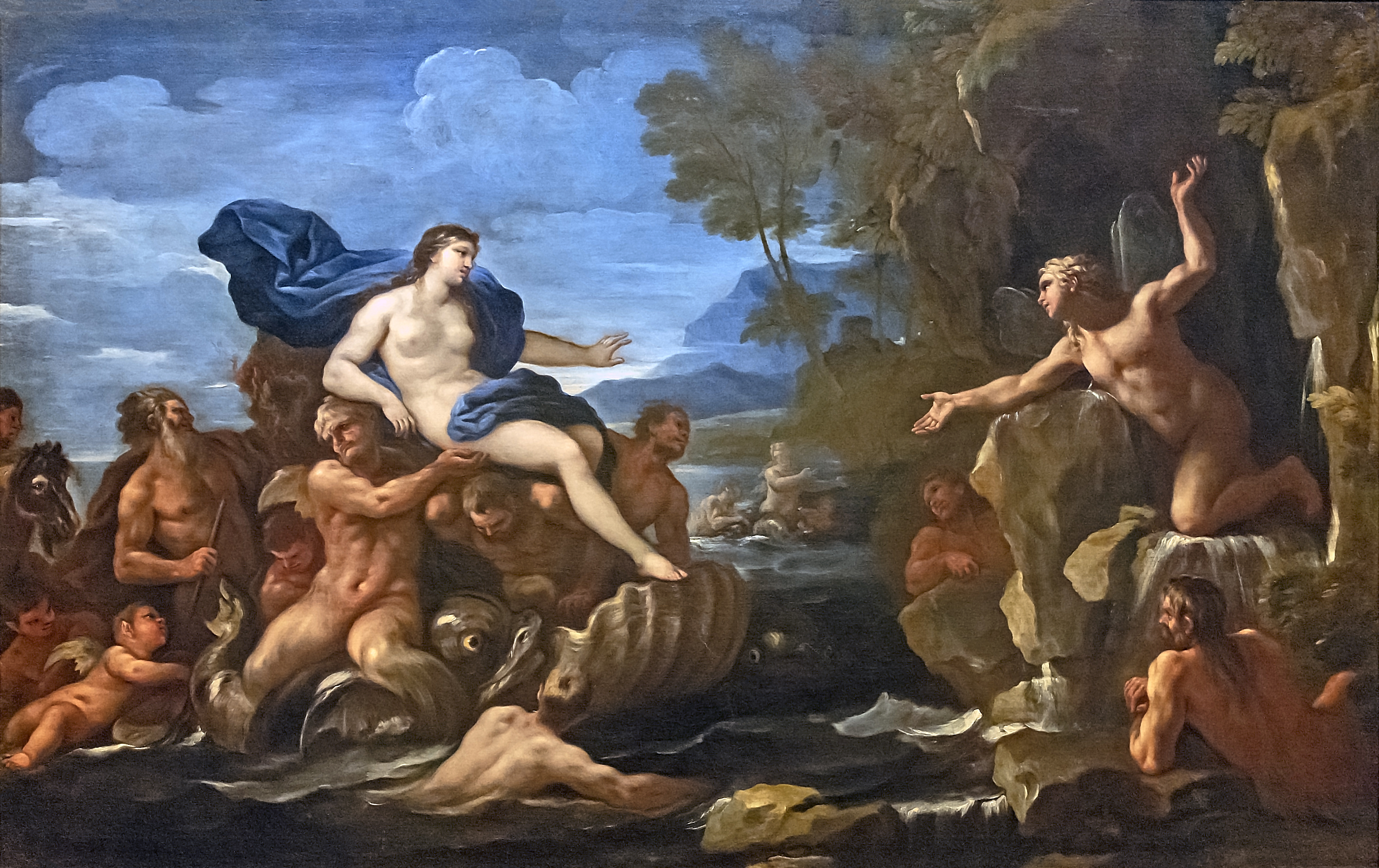
Aci e Galatea in un quadro dipinto da Luca Giordano, 1685 circa, Tolosa

L’opera vuole offrire una reinterpretazione del mito classico in una prospettiva moderna. Quasimodo, che nel 1959 aveva vinto il Nobel per la letteratura, prese ad ispirazione la figura di Polifemo, brutale ciclope dell'Etna, contrapponendolo all'astuzia di Odisseo, che appare già nel IX libro dell’Odissea.
Il mito è stato poi arricchito da Teocrito, poeta alessandrino del III secolo a.C., il quale nel XI Idillio introduce il personaggio femminile di Galatea, infelice sposa di Prometeo, e già citata nel XI libro dell’Iliade:
(Omero, ‘’Iliade’’)
Da allora, la figura di Galatea diventò una delle più ricorrenti nella poesia bucolica siciliana. In seguito, nel I secolo d.C., ha esplorato la figura di Galatea anche il poeta latino Ovidio, nel libro XIII delle sue Metamorfosi. Qui, Galatea rende possibile la trasformazione di Aci in una divinità fluviale mentre il suo sangue è trasformato in una sorgente, da cui si origina l’omonimo fiume.
In epoca moderna, poeti come Luis de Góngora hanno trasformato Polifemo in una figura maggiormente poetica e sofisticata.

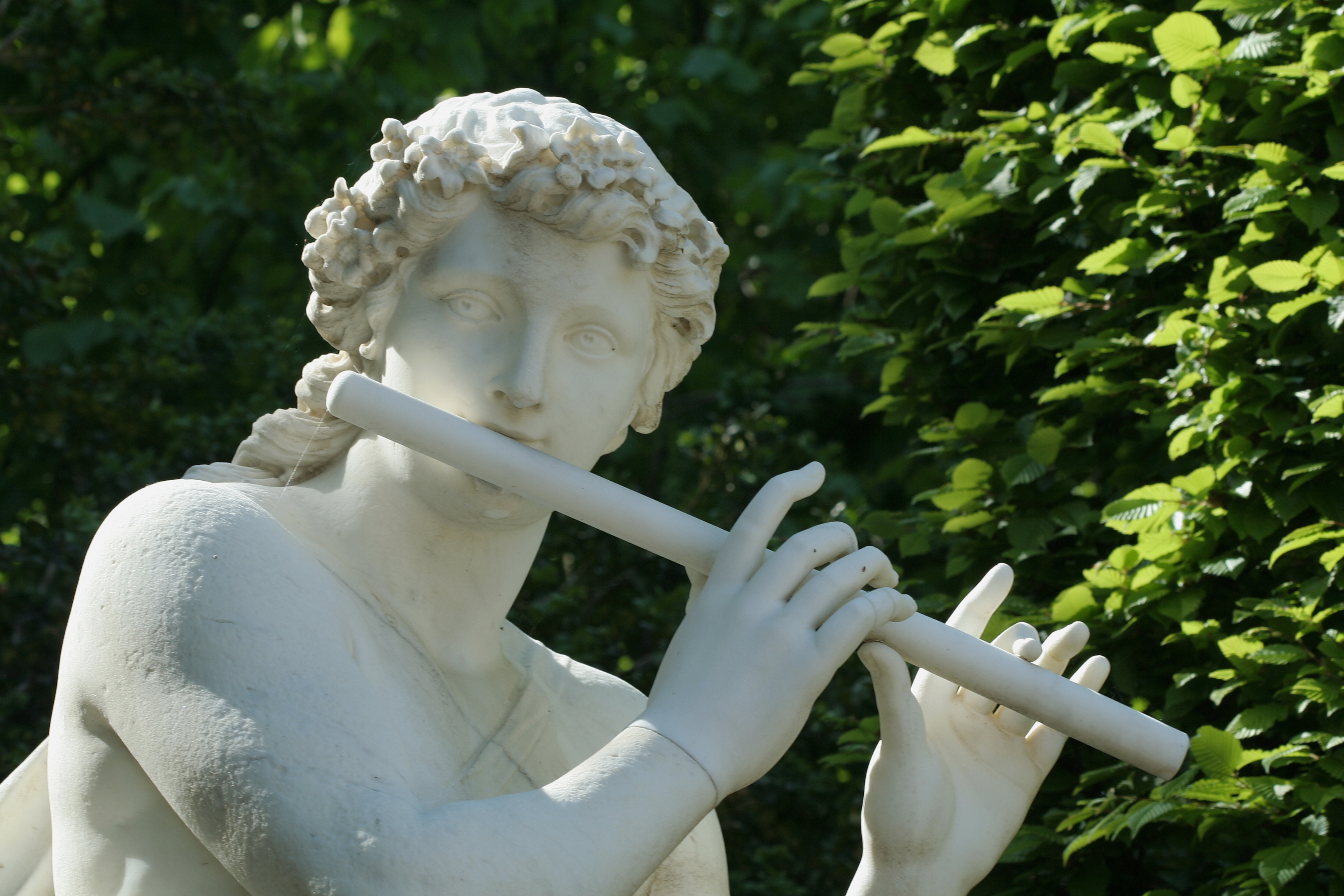
Il pastorello Aci che suona il flauto, in una scultura di Jean-Baptiste Tuby

Il libretto di Quasimodo rappresenta quindi una sintesi innovativa rispetto alle tradizioni precedenti: infatti, il poeta di Modica ha preferito focalizzarsi non tanto sulla trama, quanto maggiormente sull'analisi introspettiva dei personaggi, rendendo la storia attuale ed apprezzabile anche da un pubblico più ampio.
Il pastorello Aci e la ninfa Galatea con lui, assurgono ad esempio di innocenza e di purezza; al contrario, il ciclope Polifemo è descritto come non essere "né uomo, né dio," e rappresenta, di contrasto, la brutalità di una natura malvagia. La ninfa Astra incarna il buon senso ed il conformismo, mentre Ulisse si dimostra un personaggio freddamente razionale e poco espressivo.
Galatea, alla fine, si rivela il personaggio più solo, in quanto soffrirà la morte di Polifemo, ucciso da Ulisse. Il coro delle ninfe riecheggia il suo dolore, sottolineando la struggente tragicità della storia.

### La questione del libretto

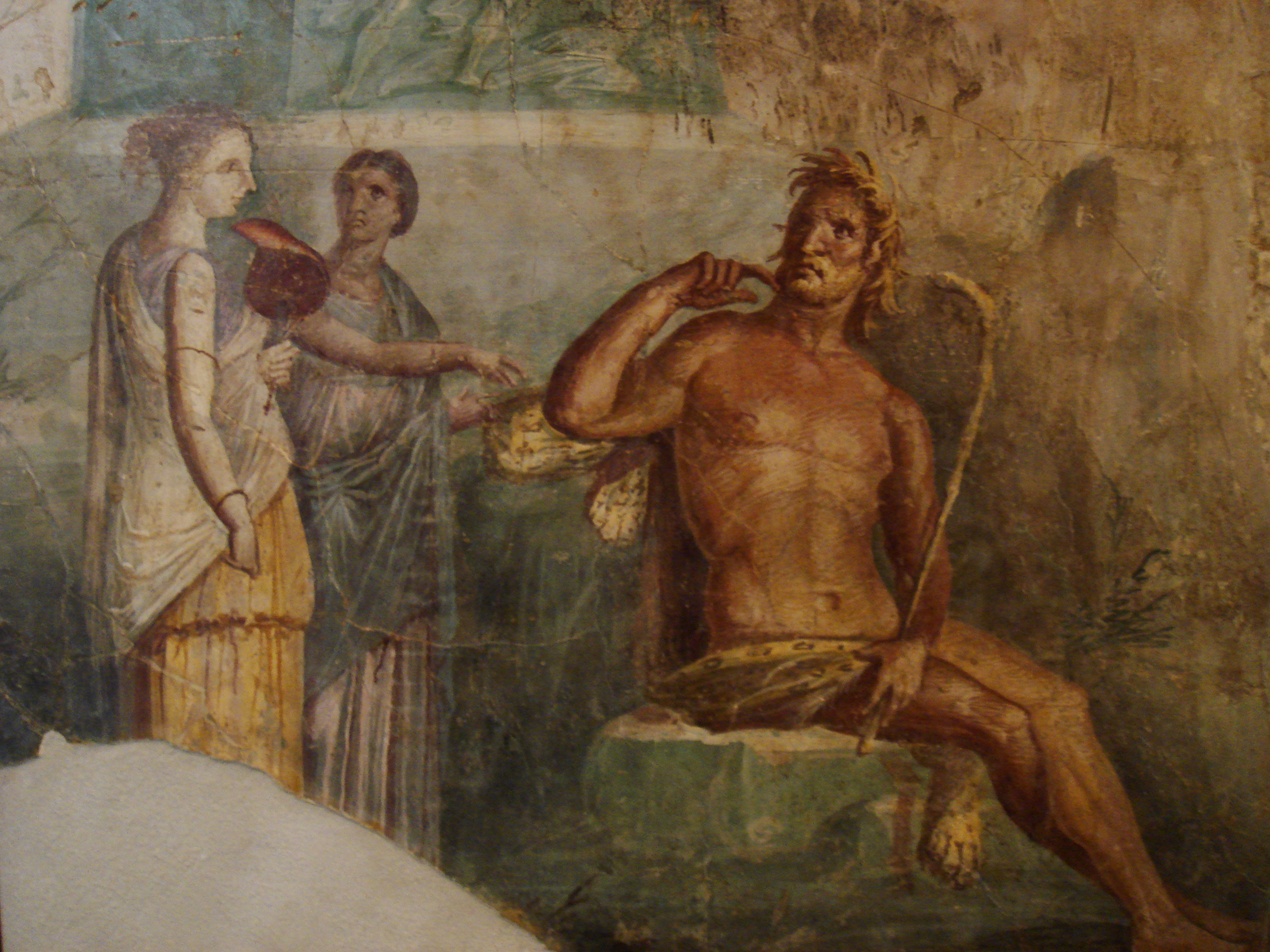
Galatea si presenta a Polifemo in una pittura parietale di Pompei

Il problema della trasposizione della musica nel libretto è stato affrontato da Michele Lizzi anche in quest’opera, come già accaduto con la precedente “Pantea”.
La maggiore difficoltà è stata in particolare quella di caratterizzare musicalmente la figura del ciclope, umanizzandola nel suo complesso e riuscendo a risolvere l'ostacolo della sua bruttezza fisica, con una focalizzazione maggiore sull’aspetto interiore e quindi anche più vicino alle problematiche moderne.
Nell’opera, Lizzi fa ampio uso del declamato costruito su modi debussiani e pizzettiani, adattandosi al verso di Quasimodo. Le voci sono trattate con duttilità, sebbene le parti canore siano talvolta impegnative.
L'orchestrazione crea atmosfere pelleasiane con l'uso di scale esatonali e quinte parallele, senza prendere il primo piano, a vantaggio dell'ensemble. Il coro, tumultuante o compassionante, nella sua accezione greca come per “Pantea”, ha ruolo di spettatore ideale. Tra le pagine polifoniche più notevoli c'è la trenodia del terzo atto, che assume un tono maggiormente lirico anziché tragico.